# PwC Japan有限責任監査法人

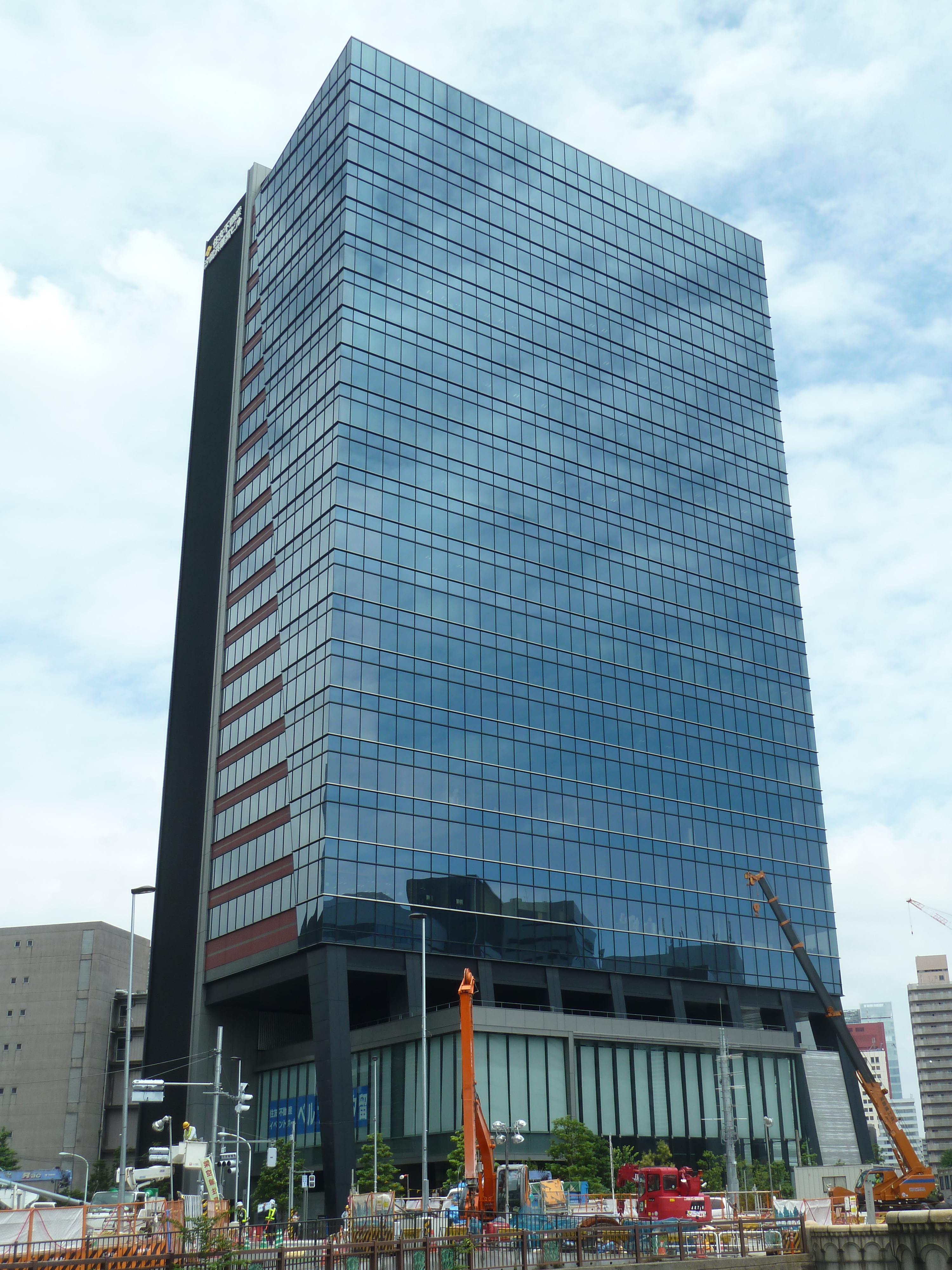
住友不動産汐留浜離宮ビル（2009-2017）

PwC Japan有限責任監査法人（ピーダブリューシージャパンゆうげんせきにんかんさほうじん、英語: PricewaterhouseCoopers Japan LLC）は、日本の監査法人。海外の大手会計事務所を指す「big4」の一つ、プライスウォーターハウスクーパース（PwC）のメンバーファーム。
いわゆる「4大監査法人」の一つ。2016年（平成28年）7月1日、その中では最後に有限責任監査法人へ移行した。

## 概要
世界最大級の会計事務所であるプライスウォーターハウスクーパース（PwC）は、日本において中央青山監査法人（後にみすず監査法人に改称）と提携していた。しかし、中央青山監査法人の一連の不祥事と、それによる行政処分や顧客離れを受け、PwCはそれらの受け皿として中央青山監査法人の一部を独立させてあらた監査法人を設立した。こうした経緯から、上場クライアント数や地方事務所の拠点数は準大手の太陽有限責任監査法人よりも小規模である。
また設立以来15年余りにわたって、国内のPwC系列監査法人は同じく中央青山監査法人から独立した準大手の京都監査法人と並列状態にあったが、2023年（令和5年）12月1日に両者は合併し国内の提携先が一本化された。
- 東京事務所 - 東京都千代田区大手町1-1-1 大手町パークビルディング
- 名古屋事務所 - 名古屋市中村区名駅1-1-4 JRセントラルタワーズ
- 大阪事務所 - 大阪市北区大深町4‐20 グランフロント大阪 タワーA
- 福岡事務所 - 福岡市博多区博多駅中央街8-1 JRJP博多ビル
- 京都事務所 - 京都市下京区四条通烏丸東入ル 京都三井ビル7F（旧京都監査法人本部）
- 人員 - 3,585名（2024年6月30日現在）
- クライアント数 - 監査業務1,490社・非監査業務1,161社（2024年6月30日現在）

## 大口クライアント
有価証券報告書より、最近の監査報酬が1億円超のクライアントを列挙。
素材・エネルギー
フジクラ、トヨタ紡織
医療・化学
旭化成、クラレ、太陽ホールディングス
食品・アグリ
カゴメ
自動車・機械・部品・エレクトロニクス
トヨタ自動車、ソニーグループ、シャープ、ニデック、沖電気工業、京セラ、アイシン、キオクシアHD、日野自動車、ジェイテクト、ルネサスエレクトロニクス、豊田自動織機、東芝テック、ダイフク、豊田合成、ノーリツ鋼機、ユー・エム・シー・エレクトロニクス、アルバック、スズキ
生活・サービス
H.U.グループHD、コナミHD、エムスリー、ID&EHD、任天堂、ゴルフダイジェスト・オンライン
情報・通信
KDDI、トランスコスモス
卸売・小売・外食
豊田通商、兼松、丸井グループ、ゼンショーHD、加賀電子、トライアルHD、クリエイト・レストランツHD
金融・保険
東京海上HD、ソニーフィナンシャルHD、東京海上日動火災保険、商工組合中央金庫、プレミアグループ、トヨタファイナンス

## 経営成績の推移
人員数・社員数には、特定社員を含み、公認会計士・公認会計士試験合格者・会計士補のいずれにも該当しない職員を含まない。
| 決算期      | 業務収入      | うち監査報酬 （1項業務） | うち非監査報酬 （2項業務） | 営業利益     | 純利益       | 人員数 | うち 社員数 | 被監査会社数 | うち 金商法監査 |
| ----------- | ------------- | ------------------------ | -------------------------- | ------------ | ------------ | ------ | ----------- | ------------ | --------------- |
| 2014年6月期 | 276億500万円  | 149億8000万円            | 126億2400万円              | 29億1600万円 |              | 1256人 | 110人       | 833社        | 190社           |
| 2015年6月期 | 333億1000万円 | 166億8300万円            | 166億2600万円              | 39億3500万円 |              | 1299人 | 113人       | 931社        |                 |
| 2016年6月期 | 370億3200万円 | 174億9900万円            | 195億3200万円              | 34億8200万円 | 54億4300万円 | 1367人 | 122人       | 930社        |                 |
| 2017年6月期 | 423億2100万円 | 216億5300万円            | 206億6800万円              | 11億7600万円 | 5億7200万円  | 1475人 | 130人       | 1128社       | 188社           |
| 2018年6月期 | 456億2200万円 | 234億5500万円            | 221億6700万円              | 8800万円     | 1億1400万円  | 1577人 | 145人       | 1116社       | 192社           |
| 2019年6月期 | 487億3500万円 | 245億3300万円            | 242億200万円               | 28億6500万円 | 31億9000万円 | 1622人 | 149人       | 1203社       | 196社           |
| 2020年6月期 | 543億4300万円 | 261億400万円             | 282億3800万円              | 28億3800万円 | 24億6100万円 | 1675人 | 157人       | 1182社       | 193社           |
| 2021年6月期 | 548億5600万円 | 280億1300万円            | 268億4200万円              | 24億9900万円 | 18億5100万円 | 1638人 | 168人       | 1158社       | 196社           |
| 2022年6月期 | 564億5800万円 | 282億600万円             | 282億5200万円              | 17億8700万円 | 12億700万円  | 1667人 | 185人       | 1157社       | 193社           |
| 2023年6月期 | 609億8100万円 | 297億1500万円            | 312億6600万円              | 10億5800万円 | 23億900万円  | 1695人 | 190人       | 1182社       | 184社           |
| 2024年6月期 | 725億9600万円 | 361億8300万円            | 364億1300万円              | 2億1400万円  | 10億2400万円 | 2006人 | 245人       | 1490社       | 261社           |

- 2023年12月1日に旧PwC京都監査法人を吸収合併。2024年6月期においては、旧京都分のクライアント報酬は7か月分が計上されている。

## 沿革
- 2005年（平成17年）7月 - 中央青山監査法人内に、旧青山系のクライアント及びパートナーを中心とする「監査五部」を開設。
- 2006年（平成18年）6月1日 - 監査五部及び金融部が分離する形で「あらた監査法人」を設立[2]。東京事務所を住友不動産三田ツインビルに置く。
- 2006年（平成18年）7月 - 業務開始。
- 2007年（平成19年）7月 - 新丸の内ビルディングに東京事務所（丸の内オフィス）を設け、三田オフィスとの二本部体制に移行[3]。
- 2009年（平成21年）11月 - 東京事務所を現在の住友不動産汐留浜離宮ビルへ移転。PwC Japan内他社との同時移転により、PwCアドバイザリー・PwCコンサルティングとの統一拠点とする[4]。
- 2013年（平成25年）10月 - 福岡連絡事務所開設。
- 2015年（平成27年）7月1日 - PwCあらた監査法人に名称変更[5]。
- 2016年（平成28年）7月1日 - 設立10周年とともに有限責任監査法人へと移行し、PwCあらた有限責任監査法人に名称変更[6]。
- 2016年（平成28年）10月3日 - 福岡連絡事務所を移転させ、福岡事務所を開設[7]。
- 2017年（平成29年）5月15日 - 大手町パークビルに大手町オフィスを開設、グループ会社含め汐留オフィスより順次移転[8]。
- 2023年（令和5年）
  - 6月1日 - PwC京都監査法人と2023年12月1日の統合に向けて協議を開始[9][10]。
  - 10月16日 - PwC京都監査法人と合併契約を締結。
  - 12月1日 - PwC京都監査法人を吸収合併し、PwC Japan有限責任監査法人に改称[11]。旧京都の事務所はそれぞれ京都事務所・田町事務所となった。

### 歴代代表執行役
| 代 | 氏名       | 期間                   | 備考                                            |
| -- | ---------- | ---------------------- | ----------------------------------------------- |
| 1  | 高浦英夫   | 2006年6月 - 2009年4月  | 大阪市立大学商学部卒、中央青山監査法人出身      |
| 2  | 初川浩司   | 2009年5月 - 2012年5月  | 明治大学商学部卒                                |
| 3  | 木村浩一郎 | 2012年6月 - 2020年7月  | 早稲田大学政治経済学部卒、PwC Japanグループ代表 |
| 4  | 井野貴章   | 2020年7月 - 2024年６月 | 慶応義塾大学経済学部卒、2024年７月より会長      |
| ５ | 久保田正崇 | 2024年7月 - 現職       | 慶応義塾大学経済学部卒、PwC Japanグループ代表   |

## 関係会社

### 子会社
- PwCビジネスアシュアランス合同会社
- PwCサステナビリティ合同会社
- PwC総合研究所合同会社

### PwC Japanグループ
- PwCコンサルティング合同会社
- PwCアドバイザリー合同会社
- PwC税理士法人
- PwC弁護士法人
- PwC Japan合同会社